# Comuna Hiunivka, Prîmorsk
Hiunivka (în ucraineană Гюнівка) este o comună în raionul Prîmorsk, regiunea Zaporijjea, Ucraina, formată din satele Hiunivka (reședința) și Radolivka.

## Demografie
Componența lingvistică a comunei Hiunivka
     Rusă (53,67%)
     Bulgară (32,94%)
     Ucraineană (13,19%)
     Alte limbi (0,2%)
Conform recensământului din 2001, majoritatea populației comunei Hiunivka era vorbitoare de rusă (53,67%), existând în minoritate și vorbitori de bulgară (32,94%) și ucraineană (13,19%).